# 鸭绿江体育团
鸭绿江体育队（：／）是朝鲜的一家体育团。1947年9月19日成立。下属有足球队。参加朝鲜足球联赛。隶属于社会安全省。1960年代获得多次联赛冠军。但多不为外界所知。已经证实的有2006年朝鲜足球联赛冠军。

## 荣誉

### 國内聯賽
- 朝鲜足球联赛

冠軍（3）：2001, 2006, 2008

### 國内盃賽
- 萬景台獎運動會

 亞軍（2）：2013, 2014
- 普天堡火炬獎運動會

 冠軍（2）：2016
- 火炬盃

 冠軍（2）：2019, 2023
 季軍（1）：2024
- 共和國錦標賽

 冠軍（2）：2007, 2008
 亞軍（1）：2009

### 友好比賽
- 祖國解放戰爭勝利60周年紀念賽

冠軍（1）：2013

## 脚注
1. ↑  .   [2007-11-27]. （原始内容存档于2011-07-13）.
2. ↑  朝鲜评出２０１７年十佳运动员和十佳教练 http://www.rodong.rep.kp/cn/index.php?strPageID=SF01_02_01&newsID=2018-01-02-0016 Archive.today的存檔，存档日期2018-05-20